# 5 000 mètres masculin aux championnats du monde d'athlétisme 2013
Navigation
Daegu 2011 Pékin 2015
L'épreuve du 5 000 mètres masculin des championnats du monde de 2013 s'est déroulée les 13 et 16 août 2013 dans le stade Loujniki, le stade olympique de Moscou, en Russie. Elle est remportée par le Britannique Mohamed Farah

## Critères de qualification
Pour se qualifier pour les Championnats (minima A), il fallait avoir réalisé moins de 13 min 15 s 00  le 1er octobre 2012 et le 29 juillet 2013. Le minima B est de 13 min 20 s 00  .

## Records et performances

### Records
| Record                           | Athlète                   | Pays       | Temps          | Lieu                     | Date            |
| -------------------------------- | ------------------------- | ---------- | -------------- | ------------------------ | --------------- |
| Record du monde                  | Kenenisa Bekele           | Éthiopie   | 12 min 37 s 35 | Hengelo, Pays-Bas        | 31 mai 2004     |
| Record des championnats          | Eliud Kipchoge            | Kenya      | 12 min 52 s 79 | Paris, France            | 31 August 2003  |
| Meilleure performance de l'année | Edwin Cheruiyot Soi       | Kenya      | 12 min 51 s 34 | Monaco                   | 19 juillet 2013 |
| Record d'Afrique                 | Kenenisa Bekele           | Éthiopie   | 12 min 37 s 35 | Hengelo, Pays-Bas        | 31 mai 2004     |
| Record d'Asie                    | Saif Saaeed Shaheen       | Qatar      | 12 min 51 s 98 | Rome, Italie             | 14 juillet 2006 |
| Record d'Amérique du Nord        | Bob Kennedy               | États-Unis | 12 min 58 s 21 | Zurich, Suisse           | 14 août 1996    |
| Record d'Amérique du Sud         | Marílson Gomes dos Santos | Brésil     | 13 min 19 s 43 | Cassel, Allemagne        | 8 juin 2006     |
| Record d'Europe                  | Mohammed Mourhit          | Belgique   | 12 min 49 s 71 | Bruxelles, Belgique      | 25 août 2000    |
| Record d'Océanie                 | Craig Mottram             | Australie  | 12 min 55 s 76 | Londres, Grande-Bretagne | 30 juillet 2004 |

### Meilleures performances de l'année 2013
Les dix athlètes les plus rapides de l'année sont, avant les championnats (au 24 juillet 2013), les suivants.
|    | Athlète          | Pays     | Temps          | Lieu    | Date            |
| -- | ---------------- | -------- | -------------- | ------- | --------------- |
| 1  | Edwin Soi        | Kenya    | 12 min 51 s 34 | Monaco  | 19 juillet 2013 |
| 2  | Albert Rop       | Kenya    | 12 min 51 s 96 | Monaco  | 19 juillet 2013 |
| 3  | Yenew Alamirew   | Éthiopie | 12 min 54 s 95 | Rome    | 6 juin 2013     |
| 4  | Hagos Gebrhiwet  | Éthiopie | 12 min 55 s 73 | Rome    | 6 juin 2013     |
| 5  | Isiah Koech      | Kenya    | 12 min 56 s 08 | Monaco  | 19 juillet 2013 |
| 6  | Thomas Longosiwa | Kenya    | 12 min 59 s 81 | Monaco  | 19 juillet 2013 |
| 7  | Lawi Lalang      | Kenya    | 13 min 00 s 95 | Monaco  | 19 juillet 2013 |
| 8  | John Kipkoech    | Kenya    | 13 min 01 s 64 | Rome    | 6 juin 2013     |
| 9  | Muktar Edris     | Éthiopie | 13 min 03 s 69 | Ostrava | 27 juin 2013    |
| 10 | Caleb Ndiku      | Kenya    | 13 min 03 s 80 | Rome    | 6 juin 2013     |

## Résultats

### Finale
| Rang               | Athlète          | Temps          |
| ------------------ | ---------------- | -------------- |
| Médaille d'or      | Mohamed Farah    | 13 min 26 s 98 |
| Médaille d'argent  | Hagos Gebrhiwet  | 13 min 27 s 26 |
| Médaille de bronze | Isiah Koech      | 13 min 27 s 26 |
| 4                  | Thomas Longosiwa | 13 min 27 s 67 |
| 5                  | Edwin Soi        | 13 min 29 s 01 |
| 6                  | Bernard Lagat    | 13 min 29 s 24 |
| 7                  | Muktar Edris     | 13 min 29 s 56 |
| 8                  | Galen Rupp       | 13 min 29 s 87 |
| 9                  | Yenew Alamirew   | 13 min 31 s 27 |
| 10                 | Ryan Hill        | 13 min 32 s 69 |
| 11                 | Dejene Regassa   | 13 min 34 s 54 |
| 12                 | Elroy Gelant     | 13 min 43 s 58 |
| 13                 | Sindre Buraas    | 13 min 45 s 67 |
| 14                 | Zane Robertson   | 13 min 46 s 55 |
| 15                 | Brett Robinson   | 14 min 03 s 77 |

### Séries
Les cinq premiers de chaque séries (Q) plus les 5 meilleurs temps (q) se qualifient pour la finale.
| Rang | Athlète              | Temps              | Notes |
| ---- | -------------------- | ------------------ | ----- |
| 1    | Hagos Gebrhiwet      | 13 min 23 s 22 (Q) |       |
| 2    | Yenew Alamirew       | 13 min 23 s 48 (Q) |       |
| 3    | Bernard Lagat        | 13 min 23 s 59 (Q) |       |
| 4    | Thomas Longosiwa     | 13 min 23 s 94 (Q) |       |
| 5    | Ryan Hill            | 13 min 24 s 19 (Q) |       |
| 6    | Elroy Gelant         | 13 min 25 s 07 (q) |       |
| 7    | Brett Robinson       | 13 min 25 s 38 (q) |       |
| 8    | Sindre Buraas        | 13 min 26 s 69 (q) |       |
| 9    | Zane Robertson       | 13 min 27 s 89 (q) |       |
| 10   | John Kipkoech        | 13 min 31 s 21     |       |
| 11   | Phillip Kipyeko      | 13 min 33 s 68     |       |
| 12   | Arne Gabius          | 13 min 34 s 26     |       |
| 13   | Aziz Lahbabi         | 13 min 37 s 75     |       |
| 14   | Sergio Sánchez       | 13 min 52 s 05     |       |
| 15   | Grevazio Mpani       | 14 min 15 s 65     | PB    |
| 16   | Abdoulaye Abdelkarim | DNS                |       |

| Rang | Athlète              | Temps              | Notes |
| ---- | -------------------- | ------------------ | ----- |
| 1    | Muktar Edris         | 13 min 20 s 82 (Q) |       |
| 2    | Edwin Soi            | 13 min 21 s 44 (Q) |       |
| 3    | Isiah Koech          | 13 min 22 s 19 (Q) |       |
| 4    | Galen Rupp           | 13 min 23 s 91 (Q) |       |
| 5    | Mo Farah             | 13 min 23 s 93 (Q) |       |
| 6    | Dejenee Regassa      | 13 min 25 s 21 (q) | SB    |
| 7    | Othmane El Goumri    | 13 min 31 s 08     |       |
| 8    | Ben St. Lawrence     | 13 min 33 s 64     |       |
| 9    | Alemayehu Bezabeh    | 13 min 34 s 68     |       |
| 10   | Bayron Piedra        | 13 min 35 s 38     |       |
| 11   | Yūki Satō            | 13 min 37 s 07     |       |
| 12   | Diego Estrada        | 13 min 48 s 30     |       |
| 13   | Rinas Akhmadeev      | 13 min 58 s 38     |       |
| 14   | Jake Robertson       | 14 min 09 s 50     |       |
| 15   | Moses Ndiema Kipsiro | DNS                |       |

## Légende
Records et Performances
- AR : Record continental (area record)
- CR : Record des championnats (championship record)
- MR : Record du meeting (meet record)
- NR : Record national (national record)
- OR : Record olympique (olympic record)
- PR : Record paralympique (paralympic record)
- PB : Record personnel (personal best)
- SB : Meilleure performance personnelle de la saison (season's best)
- WL : Meilleure performance mondiale de l'année (world leader)
- WJR : Record du monde junior (world junior record)
- WR : Record du monde (world record)

Circonstances et Conditions
- DNF : N'a pas terminé (did not finish)
- DNS : N'a pas pris le départ (did not start)
- DQ : Disqualification (disqualification)
- NM : Aucun essai valable enregistré (No Mark)
- Q : Qualifié « directement » au prochain tour (ou à la prochaine compétition), lors d'une compétition majeure, grâce au classement ou à la réalisation des minima (automatic qualifier)
- q : Qualifié au prochain tour (ou à la prochaine compétition), lors d'une compétition majeure, grâce au repêchage ou à la réalisation de l'une des meilleures performances parmi celles des « non qualifiés directement » (grâce au meilleur temps ou à la meilleure distance par exemple) (secondary qualifier)